# Дискография Rush
Дискография канадской рок-группы Rush насчитывает 19 студийных альбомов, 78 синглов, 10 видеоальбомов, 11 концертных альбома, 9 сборников. В марте 1974 года группа выпустила дебютный альбом, и с того момента стала обладателем 24 золотых и 14 платиновых (в частности, трёх мультиплатиновых) сертификаций. Согласно Американской ассоциации звукозаписывающих компаний (RIAA), Rush является третьей рок-группой после The Beatles и The Rolling Stones с наибольшим количеством золотых или платиновых альбомов. По состоянию на 2004 год, согласно нескольким источникам, общие продажи всех альбомов коллектива по всему миру превышают 35-40 миллионов экземпляров.

## Студийные альбомы
| Год  | Детали                                                          | Максимальная позиция | Максимальная позиция | Максимальная позиция | Максимальная позиция | Максимальная позиция | Максимальная позиция | Максимальная позиция | Максимальная позиция | Максимальная позиция | Максимальная позиция | Максимальная позиция | Сертификат                                              |
| Год  | Детали                                                          | ВЕЛ                  | ГЕР                  | ИРЯ                  | КАН                  | НИД                  | НОР                  | ПОЛ                  | США                  | ФИН                  | ФРА                  | ШВЕ                  | Сертификат                                              |
| ---- | --------------------------------------------------------------- | -------------------- | -------------------- | -------------------- | -------------------- | -------------------- | -------------------- | -------------------- | -------------------- | -------------------- | -------------------- | -------------------- | ------------------------------------------------------- |
| 1974 | Rush Детали - Релиз: 1 марта - Лейбл: Moon Records              | —                    | —                    | —                    | 86                   | —                    | —                    | —                    | 105                  | —                    | —                    | —                    | Список - : Золотой - : Золотой                          |
| 1975 | Fly by Night Детали - Релиз: 15 февраля - Лейбл: Anthem         | —                    | —                    | —                    | 9                    | —                    | —                    | —                    | 113                  | —                    | —                    | —                    | Список - : Платиновый - : Платиновый                    |
| 1975 | Caress of Steel Детали - Релиз: 24 сентября - Лейбл: I.R.S.     | —                    | —                    | —                    | 60                   | —                    | —                    | —                    | 148                  | —                    | —                    | —                    | Список - : Золотой - : Золотой                          |
| 1976 | 2112 Детали - Релиз: 1 марта—апреля - Лейбл: I.R.S.             | —                    | —                    | —                    | 5                    | —                    | —                    | —                    | 61                   | —                    | —                    | 33                   | Список - : Золотой - : 2х Платиновый - : 3х Платиновый  |
| 1977 | A Farewell to Kings Детали - Релиз: 1 сентября - Лейбл: I.R.S.  | 22                   | —                    | —                    | 11                   | —                    | —                    | —                    | 33                   | —                    | —                    | 41                   | Список - : Золотой - : Платиновый - : Платиновый        |
| 1978 | Hemispheres Детали - Релиз: 29 октября - Лейбл: Warner Bros.    | 14                   | —                    | —                    | 14                   | —                    | —                    | —                    | 47                   | —                    | —                    | —                    | Список - : Серебряный - : Платиновый - : Платиновый     |
| 1980 | Permanent Waves Детали - Релиз: 14 января - Лейбл: EMI          | 3                    | 47                   | —                    | 3                    | 38                   | 21                   | —                    | 4                    | —                    | —                    | 26                   | Список - : Золотой - : Платиновый - : Платиновый        |
| 1981 | Moving Pictures Детали - Релиз: 12 февраля - Лейбл: EMI         | 3                    | —                    | —                    | 1                    | 19                   | 34                   | —                    | 3                    | —                    | —                    | 32                   | Список - : 4×Платиновый - : Серебряный - : 4×Платиновый |
| 1982 | Signals Детали - Релиз: 9 сентября - Лейбл: EMI                 | 3                    | —                    | —                    | 1                    | 31                   | 33                   | —                    | 10                   | —                    | —                    | 19                   | Список - : Платиновый - : Платиновый - : Серебряный     |
| 1984 | Grace Under Pressure Детали - Релиз: 12 апреля - Лейбл: EMI     | 5                    | 43                   | —                    | 4                    | 27                   | —                    | —                    | 10                   | 15                   | —                    | 18                   | Список - : Платиновый - : Серебряный - : Платиновый     |
| 1985 | Power Windows Детали - Релиз: 29 октября - Лейбл: Warner Bros.  | 9                    | —                    | —                    | 2                    | 44                   | —                    | —                    | 10                   | 16                   | —                    | 26                   | Список - : Серебряный - : Платиновый - : Золотой        |
| 1987 | Hold Your Fire Детали - Релиз: 8 сентября - Лейбл: Warner Bros. | 10                   | 34                   | —                    | 9                    | 40                   | —                    | —                    | 13                   | 9                    | —                    | 21                   | Список - : Золотой - : Серебряный - : Платиновый        |
| 1989 | Presto Детали - Релиз: 21 ноября - Лейбл: Warner Bros.          | 27                   | 60                   | —                    | 7                    | 70                   | —                    | —                    | 16                   | 17                   | —                    | —                    | Список - : Платиновый - : Золотой - : Серебряный        |
| 1991 | Roll the Bones Детали - Релиз: 3 сентября - Лейбл: Warner Bros. | 10                   | 35                   | —                    | 11                   | 38                   | —                    | —                    | 3                    | 6                    | —                    | 31                   | Список - : Платиновый - : Платиновый                    |
| 1993 | Counterparts Детали - Релиз: 19 октября - Лейбл: Warner Bros.   | 14                   | 88                   | —                    | 6                    | 56                   | —                    | —                    | 2                    | 13                   | —                    | 45                   | Список - : Платиновый - : Золотой                       |
| 1996 | Test for Echo Детали - Релиз: 10 сентября - Лейбл: Warner Bros. | 25                   | 45                   | —                    | 3                    | 53                   | —                    | —                    | 5                    | 9                    | —                    | 26                   | Список - : Золотой - : Золотой                          |
| 2002 | Vapor Trails Детали - Релиз: 14 мая - Лейбл: Warner Bros.       | 38                   | 20                   | —                    | 3                    | 47                   | —                    | —                    | 6                    | 11                   | —                    | 18                   | Список - : Золотой                                      |
| 2007 | Snakes & Arrows Детали - Релиз: 1 мая - Лейбл: Warner Bros.     | 13                   | 29                   | 80                   | 3                    | 16                   | 13                   | 41                   | 3                    | 4                    | 150                  | 6                    | Список - : Золотой                                      |
| 2012 | Clockwork Angels Детали - Релиз: 12 июня - Лейбл: Warner Bros.  | 21                   | 11                   | 71                   | 1                    | 11                   | 4                    | 9                    | 2                    | 4                    | 173                  | 8                    | Список - : Золотой                                      |

## Сборники
| Год  | Детали                                                                                      | Максимальная позиция | Максимальная позиция | Максимальная позиция | Сертификат                                 |
| Год  | Детали                                                                                      | ВЕЛ                  | КАН                  | США                  | Сертификат                                 |
| ---- | ------------------------------------------------------------------------------------------- | -------------------- | -------------------- | -------------------- | ------------------------------------------ |
| 1979 | Rush Through Time Детали - Лейбл: I.R.S.                                                    | —                    | —                    | —                    |                                            |
| 1984 | Anthology Детали - Лейбл: Parlophone - Формат: 2×CD                                         | —                    | —                    | —                    |                                            |
| 1990 | Chronicles Детали - Релиз: 4 сентября - Лейбл: Electronic Arts                              | 42                   | 38                   | 51                   | Список - : 2x Платиновый - : 2x Платиновый |
| 1997 | Retrospective I Детали - Релиз: 6 мая - Лейбл: Parlophone                                   | —                    | —                    | —                    |                                            |
| 1997 | Retrospective II Детали - Релиз: 3 июня - Лейбл: Parlophone                                 | —                    | —                    | —                    |                                            |
| 2003 | The Spirit of Radio: Greatest Hits 1974–1987 Детали - Релиз: 11 февраля - Лейбл: Parlophone | 167                  | 17                   | 45                   | Список - : Золотой - : Серебряный          |
| 2006 | Gold Детали - Релиз: 8 ноября - Лейбл: Parlophone                                           | —                    | —                    | —                    |                                            |
| 2009 | Retrospective III Детали - Релиз: 3 марта - Лейбл: Parlophone                               | 160                  | —                    | 47                   |                                            |
| 2009 | Working Men Детали - Релиз: 28 октября - Лейбл: Parlophone                                  | —                    | —                    | —                    |                                            |
| 2010 | Time Stand Still: The Collection Детали - Релиз: 28 октября - Лейбл: Parlophone             | —                    | —                    | —                    |                                            |
| 2010 | Icon Детали - Релиз: 31 августа - Лейбл: Universal                                          | —                    | —                    | —                    |                                            |
| 2011 | Icon Детали - Релиз: 29 июля - Лейбл: Island                                                | —                    | —                    | —                    |                                            |

## Синглы
| Год  | Сингл                                   | Позиции в чартах | Позиции в чартах | Позиции в чартах | Позиции в чартах | Позиции в чартах | Позиции в чартах | Альбом            |
| Год  | Сингл                                   | ВЕЛ              | ЕВР              | КАН              | США              | США. Main        | США. Alt         | Альбом            |
| ---- | --------------------------------------- | ---------------- | ---------------- | ---------------- | ---------------- | ---------------- | ---------------- | ----------------- |
| 1973 | «Not Fade Away»                         | —                | —                | —                | —                | —                | —                | Rush              |
| 1974 | «Finding My Way»                        | —                | —                | —                | —                | —                | —                | Rush              |
| 1974 | «In the Mood»                           | —                | —                | —                | —                | —                | —                | Rush              |
| 1975 | «Fly by Night»                          | —                | —                | —                | —                | —                | —                | Rush              |
| 1975 | «Lakeside Park»                         | —                | —                | —                | —                | —                | —                | 2112              |
| 1975 | «The Necromancer: Return of the Prince» | —                | —                | —                | —                | —                | —                | 2112              |
| 1976 | «Fly by Night/In the Mood (Live)»       | —                | —                | —                | —                | —                | —                | 2112              |
| 1977 | «The Twilight Zone»                     | —                | —                | —                | —                | —                | —                | 2112              |
| 1977 | «2112: The Temples of Syrinx»           | —                | —                | —                | —                | —                | —                | 2112              |
| 1977 | «Closer to the Heart»                   | 36               | —                | —                | —                | —                | —                | 2112              |
| 1978 | «Cinderella Man»                        | —                | —                | —                | —                | —                | —                | Permanent Waves   |
| 1978 | «The Trees»                             | —                | —                | —                | —                | —                | —                | Permanent Waves   |
| 1978 | «Circumstances»                         | —                | —                | —                | —                | —                | —                | Permanent Waves   |
| 1980 | «The Spirit of Radio»                   | 13               | —                | —                | —                | —                | —                | Permanent Waves   |
| 1980 | «Entre Nous»                            | —                | —                | —                | —                | —                | —                | Permanent Waves   |
| 1981 | «Tom Sawyer»                            | —                | —                | —                | —                | —                | —                | Moving Pictures   |
| 1981 | «Limelight»                             | —                | —                | —                | —                | —                | —                | Moving Pictures   |
| 1981 | «Vital Signs»                           | —                | —                | —                | —                | —                | —                | Moving Pictures   |
| 1982 | «Closer to the Heart (Live)»            | —                | —                | —                | —                | —                | —                | Moving Pictures   |
| 1982 | «A Passage to Bangkok (Live)»           | 41               | —                | —                | —                | —                | —                | Exit...Stage Left |
| 1982 | «Tom Sawyer (Live)»                     | 25               | —                | —                | —                | —                | —                | Exit...Stage Left |
| 1982 | «Subdivisions»                          | 53               | —                | —                | —                | —                | —                | Exit...Stage Left |
| 1984 | «New World Man»                         | 42               | —                | —                | —                | —                | —                | Exit...Stage Left |
| 1984 | «The Analog Kid»                        | —                | —                | —                | —                | —                | —                | Signals           |

## Видеоальбомы
| Год  | Детали                                                     | Позиции в чартах | Позиции в чартах | Позиции в чартах | Позиции в чартах | Позиции в чартах | Позиции в чартах | Позиции в чартах | Позиции в чартах | Позиции в чартах | Позиции в чартах | Позиции в чартах | Сертификации |
| Год  | Детали                                                     | АВС              | АВТ              | БЕЛ              | ВЕЛ              | ВЕН              | ГЕР              | ИТА              | НИД              | НОР              | США              | ШВЕ              | Сертификации |
| ---- | ---------------------------------------------------------- | ---------------- | ---------------- | ---------------- | ---------------- | ---------------- | ---------------- | ---------------- | ---------------- | ---------------- | ---------------- | ---------------- | ------------ |
| 1981 | Exit Stage Left Детали - Релиз: Октябрь - Лейбл: A&M Video | —                | —                | —                | —                | —                | —                | —                | —                | —                | —                | —                |              |
| 1985 | Grace Under Pressure Tour Детали - Лейбл: Eagle Vision     | —                | —                | —                | —                | —                | —                | —                | —                | —                | —                | —                |              |
| 1985 | Through the Camera Eye Детали - Лейбл: Eagle Vision        | —                | —                | —                | —                | —                | —                | —                | —                | —                | —                | —                |              |
| 1989 | A Show of Hands Детали - Релиз: Октябрь - Лейбл: A&M Video | —                | —                | —                | —                | —                | —                | —                | —                | —                | —                | —                |              |
| 1990 | Chronicles Детали - Релиз: Октябрь - Лейбл: A&M Video      | —                | —                | —                | —                | —                | —                | —                | —                | —                | —                | —                |              |

## Видеоклипы
| Год  | Песня                   | Альбомы              |
| ---- | ----------------------- | -------------------- |
| 1975 | «Fly by Night»          | Fly by Night         |
| 1975 | «Anthem»                | Fly by Night         |
| 1977 | «Closer to the Heart»   | A Farewell to Kings  |
| 1977 | «A Farewell to Kings»   | A Farewell to Kings  |
| 1977 | «Xanadu»                | A Farewell to Kings  |
| 1978 | «Circumstances»         | Hemispheres          |
| 1978 | «The Trees»             | Hemispheres          |
| 1978 | «La Villa Strangiato»   | Hemispheres          |
| 1981 | «Limelight»             | Moving Pictures      |
| 1981 | «Tom Sawyer»            | Moving Pictures      |
| 1981 | «Vital Signs»           | Moving Pictures      |
| 1982 | «Subdivisions»          | Signals              |
| 1983 | «Countdown»             | Signals              |
| 1984 | «Distant Early Warning» | Grace Under Pressure |
| 1984 | «Afterimage»            | Grace Under Pressure |
| 1984 | «The Body Electric»     | Grace Under Pressure |
| 1984 | «The Enemy Within»      | Grace Under Pressure |
| 1985 | «The Big Money»         | Power Windows        |
| 1986 | «Mystic Rhythms»        | Power Windows        |
| 1987 | «Time Stand Still»      | Hold Your Fire       |
| 1988 | «Lock and Key»          | Hold Your Fire       |
| 1989 | «Show Don't Tell»       | Presto               |
| 1990 | «The Pass»              | Presto               |
| 1990 | «Superconductor»        | Presto               |
| 1992 | «Roll the Bones»        | Roll the Bones       |
| 1993 | «Stick It Out»          | Counterparts         |
| 1994 | «Nobody's Hero»         | Counterparts         |
| 1996 | «Half the World»        | Test for Echo        |
| 1997 | «Driven»                | Test for Echo        |
| 2007 | «Far Cry»               | Snakes & Arrows      |
| 2007 | «Malignant Narcissism»  | Snakes & Arrows      |
| 2012 | «Headlong Flight»       | Clockwork Angels     |
| 2012 | «The Wreckers»          | Clockwork Angels     |
| 2020 | «The Spirit of Radio»   | Permanent Waves      |